# Muzeum dell’Opera del Duomo

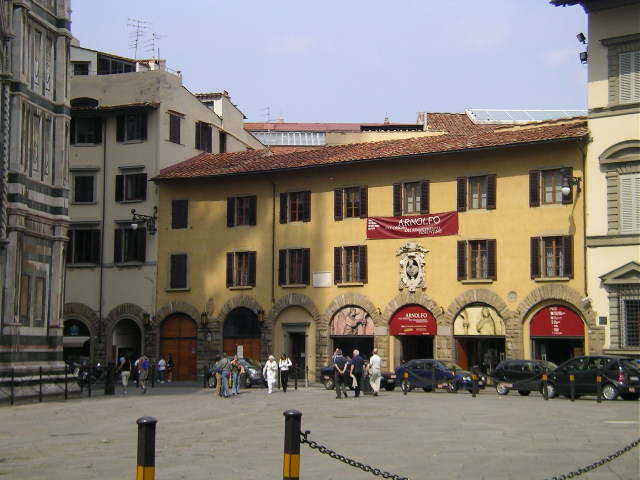
Budynek muzeum od strony Piazza del Duomo

Muzeum dell’Opera del Duomo (wł. Museo dell’Opera del Duomo) – muzeum dzieł sztuki pochodzących z florenckiej Katedry Santa Maria del Fiore, baptysterium i kampanili, założone w 1891 roku. Znajduje się przy Piazza del Duomo, w budynku założonej w 1296 roku instytucji, która sprawowała opiekę nad katedrą.
Do najcenniejszych eksponatów należą rzeźby:
- Święty Jan Donatella,
- Madonna o szklanych oczach Arnolfa di Cambio,
- Pietà Michała Anioła.

W muzeum znajdują się również oryginalne płaskorzeźby z kampanili i z Drzwi Raju z baptysterium.